# スカットカトリック高校
スカット・カトリック高等学校 (Skutt Catholic High School) と通称される、V・J・アンド・アンジェラ・スカット・カトリック高等学校 (V.J. and Angela Skutt Catholic High School) は、1993年に設立されたアメリカ合衆国ネブラスカ州オマハにあるカトリック系の高等学校。校名は、永く保険会社ミューチュアル・オブ・オマハの会長を務めたV・J・スカットとその妻アンジェラを記念したもので、夫妻はこの学校の設立に多額の寄付を提供した。教員一人当たりの生徒数は16名である。同校は、カトリック教会オマハ大司教区 (Roman Catholic Archdiocese of Omaha) の下におかれている。

## スポーツ、クラブ、伝統
同校は、例年、「エンジェル・フライト (Angel Flight)」という募金活動に取り組んでいる。毎年7月に2日間の卒業生の週末行事が行われる。また、「ミスター・スカイホーク・ページェント (Mr. SkyHawk Pageant)」という美人コンテストを模したコミカルな行事も行われている。その他にも、Hawktober, Powder Puff Football, Popsicle Day, Surprise Movie Day, Morp (Sadie Hawkins Dance など様々な行事がある。

### スポーツでの実績
スポーツは、野球、バスケットボール（男女とも）、ボーリング、クロスカントリー、アメリカンフットボール、ゴルフ（男女とも）、アイスホッケー、重量挙げ、サッカー（男女とも）、ソフトボール、水泳（男女とも）、テニス（男女とも）、陸上競技、トラップ射撃、バレーボール、レスリングが、学校内でも対外試合でも盛んである。2009年には、レスリングで12期連続のクラスB優勝を達成した。2005年11月19日には、フットボールで、マックック高校のチーム「バイソンズ」を破り、クラスB優勝を果たした。2005年から2006年にかけて、レスリング、バスケットボール男子、サッカー女子、テニス女子、ゴルフ男子で、クラスBの州選手権優勝を果たした。トラップ射撃では、クラスBにおいてハンデ付きで1位、全体で3位となった。同校はまた、レスリングではクラスBの州選手権タイトルを13年にわたった保持しているが（これはネブラスカ州記録である）、重量挙げでは2位となっているものの、まだ優勝したことはない。

### ロボット製作
スカット・カトリック高等学校のロボット製作クラブは、ネブラスカ州で最も優れたもののひとつであり、VEXロボット競技会に2年連続して参加し、好成績を残している。現在、同校のチームは、各種競技会への参加資格をすべて確保しており、2012年にはカリフォルニア州で開催されるVEXロボット競技会にも参加する。

### 出身者
2004年に卒業したトニー・シュミッツ (Tony Schmitz) は、クレイトン大学のサッカー・チームに3年在籍した後、2008年のメジャーリーグサッカーのドラフトで、これまで4回MLSカップで優勝しているD.C. ユナイテッドから指名された。